# Tourmaline
Reina Gossett (Massachusetts, 20 de julho de 1983), conhecida como Tourmaline, é uma ativista, cineasta e escritora norte-americana. Em 2020, apareceu na lista de 100 pessoas mais influentes do mundo do ano pela Time.